# 서덕출
서덕출(徐德出, 1906년 1월 24일~1940년 1월 12일)은 한국의 동시인, 아동문학가로 본관은 달성이며 호는 신월(晨月)이다. 
1906년에 울산광역시 중구에서 태어나 줄곧 태화강 인근에 살았다. 
시대일보 기자였던 아버지 서형식(徐炯植)하고 어머니 박향초(朴香秒) 사이에서 태어났으며, 외조부는 경남 고성의 수령을 지냈다. 
5살 때 대청마루에서 떨어져 척추를 다쳐, 다리를 쓰지 못하는 장애인이 되었다. 
동요 <봄편지>를 1925년 잡지 《어린이》지에 발표하여 호평을 얻었다. 
살아 생전에는 동요집을 내지 못했고 그가 작고한 후 10년이 지나서야 그의 유작들을 모아 《봄편지》가 출판됐다. 
그의 업적을 기리는 취지에서 매년 울산에서는 서덕출 창작동요제가 개최되고 있다. 
울산 중구 복산동 학성공원에 그의 시비가 있다. 
정규 학교 교육을 받지 못하고 어머니에게서 한글을 배워 동요를 짓기 시작하였다. 
1925년 『어린이』 지(誌)에 동요 「봄편지」를 발표하여 절찬을 받았다. 
이후 방정환, 윤석중 등과 교류하며 작품 활동을 했다. 
작품 경향은, 초기에는 세상과 삶에 대한 애정, 자연과 민족에 대한 애정이 바탕이 되는, 순수하고 밝고 참신한 작품이 많았으나, 후기에 이르면 자기 몸의 한계에 못이겨 다소 감상적이고 애상적인 경향이 나타나기도 한다. 
"눈꽃송이" 등 주로 『어린이』를 통해 발표한 70여 편 중, 1949년 김장호와 윤석중의 도움으로 유가족이 35편의 작품을 선정하여 자유문화사에서 동요집 『봄편지』를 출판했다. 
1968년 울산 학성공원에 “봄편지 노래비”가 세워졌다. 
울산광역시 중구문화원에서는 그의 시 정신을 기려 “서덕출 봄편지 노래비 백일장”을 매년 개최하고 있으며, 2008년에는 40회를 치렀다.

## 주요작품
- 눈꽃송이 : 서덕출 작사 박재훈 작곡
- 봄편지 : 서덕출 작사 윤극영 작곡
- 어머니의 매 :  서덕출 작사 유준호 작곡
- 엿장사 :  서덕출 작사 석광희 작곡